# 滋賀県道207号橋向東沼波線
滋賀県道207号橋向東沼波線（しがけんどう207ごう はしむかいひがしのなみせん）は、滋賀県彦根市を通る一般県道である。

## 概要
彦根市橋向町から彦根市東沼波町に至る。
芹川の西から古い町並みを縫って国道までをつなぐ狭い道路。「七曲がり仏壇街」として知られる彦根仏壇の産地を通る。

### 路線データ
- 起点：彦根市橋向町（滋賀県道206号神郷彦根線交点）
- 終点：彦根市東沼波町（東沼波町交差点、国道8号交点）
- 総延長：2.1 km

## 地理

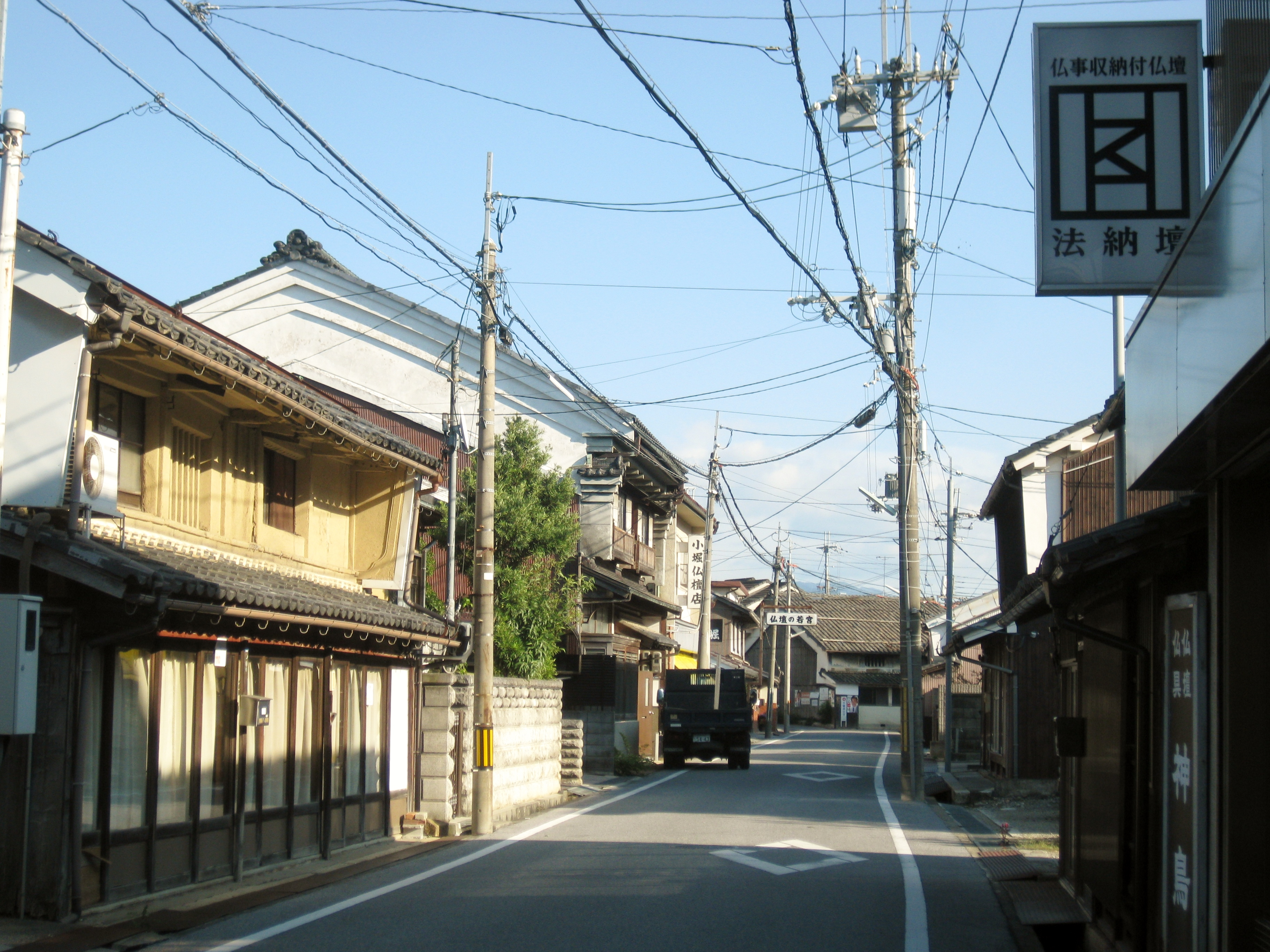
七曲がり仏壇街。

### 通過する自治体
- 彦根市

### 交差する道路
| 交差する道路                             | 交差する場所 | 交差する場所          |
| ---------------------------------------- | ------------ | --------------------- |
| 滋賀県道206号神郷彦根線 / 芹橋雨壺山通り | 橋向町       | 起点                  |
| 国道8号                                  | 東沼波町     | 東沼波町交差点 / 終点 |

### 交差する鉄道
- 東海道本線
- 近江鉄道本線

### 沿線
- 芹川
- 西念寺
- 近江鉄道本線 彦根口駅
- 滋賀県立彦根翔西館高等学校
- 滋賀県立彦根翔陽高等学校
- 滋賀県立彦根西高等学校
- 彦根岡町郵便局